# Joel McCrea
Joel Albert McCrea (Califórnia em 5 de novembro de 1905 - Los Angeles em 20 de outubro de 1990), foi um ator estadunidense.

## Biografia
Começou como dublê de atores em cenas com cavalos na década de 1920. Fez algumas pequenas participações em filmes do cinema mudo e sua primeira participação de destaque foi em 1929 no filme "Bonecas de Lama" de Cecil B. De Mille. Em 1935 ele apareceria em Barbary Coast (versão portuguesa: Cidade Sem Lei).
A partir de 1936 fez vários filmes para Samuel Goldwyn. Em 1940 ele protagonizou "Correspondente Estrangeiro", de Alfred Hitchcock. Em 1943, The More the Merrier (br.: Original Pecado).
Mas se destacou mesmo no gênero faroeste, protagonizando 28 fitas desse tipo como "Golpe de misericórdia"; "Testamento de Deus"; "Bufalo Bill", Choque de Ódios" e "Pistoleiros do Entardecer".
Em 1952 formou a produtora Four Stars e realizou várias séries de televisão. Foi casado com a atriz Frances Dee por mais de 50 anos.

## Filmografia parcial
| - The Enemy (1927) - Dynamite (1929) - The Jazz Age(1929) - The Most Dangerous Game (1932) - Bed of Roses (1933) - One Man's Journey (1933) - Gambling Lady (1934) - The Richest Girl in the World (1934) - Private Worlds (1935) - Barbary Coast (1935) - These Three (1936) - Banjo on My Knee (1936) - Come and Get It (1936) - Internes Can't Take Money (1937) - Dead End (1937) - Wells Fargo (1937) - Union Pacific (1939) - He Married His Wife (1940) - Foreign Correspondent (1940) - Primrose Path (1940) - Sullivan's Travels (1941) - The Palm Beach Story (1942) - The Great Man's Lady (1942) - The More the Merrier (1943) - Buffalo Bill (1944) - The Unseen (1945) - The Virginian (1946) - Ramrod (1947) | - Four Faces West (1948) - South of St. Louis (1949) - Colorado Territory (1949) - The Outriders (1950) - Stars in My Crown (1950) - Saddle Tramp (1950) - Frenchie (1950) - Cattle Drive (1951) - The San Francisco Story (1952) - Rough Shoot (1953) - Lone Hand (1953) - Border River (1954) - Black Horse Canyon (1954) - Stranger on Horseback (1955) - Wichita (1955) - The First Texan (1956), com o filho Jody McCrea - The Oklahoman (1957) - Trooper Hook (1957) - The Tall Stranger (1957) - Cattle Empire (1958) - Fort Massacre (1958) - The Gunfight at Dodge City (1959) - Ride the High Country (1962) - The Young Rounders (1966) - Sioux Nation (1970) - Cry Blood, Apache (1970), com o filho Jody McCrea - Mustang Country (1976) |